# ETU
ETU - Europska taekwondo federacija je krovna organizacija  wtf taekwondo-a u Europi. U njezinom radu sudjeluju članovi svih taekwondo saveza koji su primljeni u ETU.  Prve članice ETU-a su bile Španjolska, Belgija, Austria, Portugal, Njemačka, Italija, Francuska, Nizozemska, Turska, Grčka, Danska i UK. Prvi predsjednik je bio Antonio Garcia de la Fuente. Prvo europsko taekwondo prvenstvo je održano u Barceloni 22. – 23.  svibnja 1976. Na 5. Europskom taekwondo prvenstvo koje je održano u  Stuttgartu reprezentacija Hrvatske tada još u sastavu Jugoslavije osvaja svoje prve medalje na europskoj i svjetskoj razini. Bile su to ujedno i prve medalje za bivšu Jugoslaviju. Prvu medalju je osvojio Anton Maras, a drugu Robert Tomašević, a bile su srebrnog i brončanog sjaja. Tek 10 godina kasnije netko drugi je uspio osvojiti medalju na velikom natjecanju a bio je to Dragan Jurilj koji je na Europskom prvenstvu u Zagrebu osvojio zlato. 

## Vanjske poveznice
Službena stranica ETU